# Đoan phi
Đoan phi (chữ Hán: 端妃) là một tước hiệu được phong cho các phi tần trong thời phong kiến ở vùng Á Đông. Từ Đoan (端) trong mỹ hiệu mang ý nghĩa là "ngay thẳng, chính trực".

## Trung Quốc
- Phan Đoan phi, thụy Khang Thuận (康顺), phi tần của Minh Hiến Tông.
- Tào Đoan phi, sủng phi của Minh Thế Tông.
- Đổng Đoan phi, phi tần của Minh Mục Tông.
- Chu Đoan phi, phi tần của Minh Thần Tông.